# Guembelia kidderi
Guembelia kidderi là một loài Rêu trong họ Grimmiaceae. Loài này được (James) Ochyra & Żarnowiec mô tả khoa học đầu tiên năm 2003.